# 료젠정
료젠정(霊山町)은 후쿠시마현 다테군에 있던 정이다. 2006년 1월 1일, 같은 다테군의 다테정, 호바라정, 야나가와정, 쓰키다테정과 합병해, 다테시가 되었다. 

## 역사
- 1889년 4월 1일 - 정촌제 시행에 의해 가케다촌, 료젠촌, 이시도촌, 오구니촌이 성립하였다.
- 1898년 1월 19일 - 가케타촌이 정으로 승격하였다.
- 1955년 1월 31일 - 가케타정, 료젠촌, 이시도촌, 오구니촌과 합병해 료젠정이 성립하였다.
- 2006년 1월 1일 - 다테정, 호바라정, 야나가와정, 쓰키다테정과 합병해 다테시가 되었다.

## 교통

### 도로
- 국도 115호선
- 국도 349호선

### 노선버스
- 후쿠시마 교통